# Guerman
Pour l’article homonyme, voir German.
Guerman ou German (en macédonien Герман) est un village du nord-est de la Macédoine du Nord, situé dans la municipalité de Rankovtsé. Le village comptait 311 habitants en 2002.

## Démographie
Lors du recensement de 2002, le village comptait :
- Macédoniens : 310
- Serbes : 10